# Uropterygius polystictus
Uropterygius polystictus és una espècie de peix de la família dels murènids i de l'ordre dels anguil·liformes.

## Morfologia
Els mascles poden assolir els 72 cm de longitud total.

## Distribució geogràfica
Es troba a Mèxic i a les Illes Galápagos.